# Saison 2002-2003 du LOSC Lille Métropole
Maillots
Chronologie
Saison précédente Saison suivante
La saison 2002-2003 du LOSC Lille Métropole est la quarante-troisième saison du club nordiste en première division du championnat de France, la troisième consécutive au sein de l'élite du football français.

## Compétitions

### Championnat
La saison 2002-2003 de Ligue 1 est la soixante-cinquième édition du championnat de France de football et la première sous l'appellation « Ligue 1 ». La division oppose vingt clubs en une série de trente-huit rencontres. Les meilleurs de ce championnat se qualifient pour les coupes d'Europe que sont la Ligue des Champions (le podium) et la Coupe UEFA (voir la section consacrée sur les qualifications pour les coupes d'Europe).
Afin de passer le championnat de 18 à 20 clubs, quatre équipes sont promues du championnat de Ligue 2 2001-2002 : l'AC Ajaccio est promu en tant que champion de Ligue 2, Strasbourg, Nice et Le Havre en tant que deuxième , troisième et quatrième.
Deux équipes avaient été reléguées à l'issue du championnat de Ligue 1 2001-2002 : Metz et Lorient.
C'est la première saison de Michel Seydoux en tant que président en remplacement de Francis Graille, il choisit de nommer Claude Puel comme successeur de Vahid Halilhodžić à la tête de l'équipe. La première saison sous l'ère Puel est mitigée, qui doit gérer les nombreux départs dans l'effectif. Finaliste en coupe Intertoto 2002, le club termine 14e du championnat.

### Coupe de France
| 32e de finale        | Stade Quimpérois (DH) | 0 - 3   | LOSC                                           | Stade de Penvillers, Quimper                   |                                                |
| 4 janvier 2003 20h00 |                       | (0 - 0) | Landrin 59e · Cheyrou 61e · Cabillic 90e (csc) | Spectateurs : 6 571 Arbitrage : Franck Glochon | Spectateurs : 6 571 Arbitrage : Franck Glochon |

| 16e de finale         | RC Agde (CFA) | 0 - 2                 | LOSC             | Stade Louis-Michel, Sète                       |                                                |
| 25 janvier 2003 17h00 |               | (0 - 0, 0 - 0, 0 - 0) | Brunel 112e 117e | Spectateurs : 4 000 Arbitrage : Claude Colombo | Spectateurs : 4 000 Arbitrage : Claude Colombo |

| 8e de finale          | FC Lorient (Ligue 2) | 1 - 0   | LOSC | Stade du Moustoir, Lorient                     |                                                |
| 16 février 2003 15h00 | Loko 88e             | (0 - 0) |      | Spectateurs : 8 674 Arbitrage : Damien Ledentu | Spectateurs : 8 674 Arbitrage : Damien Ledentu |

### Coupe Intertoto
| Troisième tour, Aller | Gloria Bistrita | 0 - 2   | LOSC                       | Stadionul Municipal Gloria Buzău        |                                         |
| 20 juillet 2002       |                 | (0 - 0) | Boutoille 63e · Brunel 85e | Spectateurs : 5 000 Arbitrage : P. Kari | Spectateurs : 5 000 Arbitrage : P. Kari |

| Troisième tour, Retour | LOSC        | 1 - 0   | Gloria Bistrita | Grimonprez-Jooris Lille                    |                                            |
| 28 juillet 2002        | D'Amico 51e | (0 - 0) |                 | Spectateurs : 9 606 Arbitrage : M. Radoman | Spectateurs : 9 606 Arbitrage : M. Radoman |

| Demi-finales, Aller | LOSC        | 1 - 1   | Aston Villa | Grimonprez-Jooris Lille                   |                                           |
| 31 juillet 2002     | D'Amico 93e | (0 - 0) | Taylor 76e  | Spectateurs : 14 437 Arbitrage : M. Sfiri | Spectateurs : 14 437 Arbitrage : M. Sfiri |

| Demi-finales, Retour | Aston Villa | 0 - 2   | LOSC                   | Villa Park Birmingham                              |                                                    |
| 7 août 2002          |             | (0 - 1) | Fahmi 45e · Bonnal 47e | Spectateurs : 26 192 Arbitrage : P. M. Gomes Costa | Spectateurs : 26 192 Arbitrage : P. M. Gomes Costa |

| Finales, Aller | LOSC       | 1 - 0   | Stuttgart | Grimonprez-Jooris Lille                    |                                            |
| 13 août 2002   | Bonnal 18e | (1 - 0) |           | Spectateurs : 10 695 Arbitrage : J. Granat | Spectateurs : 10 695 Arbitrage : J. Granat |

| Finales, Retour | Stuttgart                 | 2 - 0   | LOSC | Mercedes-Benz Arena Stuttgart                 |                                               |
| 27 août 2002    | Balakov 81e · Kurányi 88e | (0 - 0) |      | Spectateurs : 10 000 Arbitrage : K. E. Fisker | Spectateurs : 10 000 Arbitrage : K. E. Fisker |